# Милорад Митрович (футболіст, 1908)
Милорад Митрович (сербохорв. Milorad Mitrović, нар. 12 квітня 1908, Велико-Градіште — пом. 9 вересня 1993, Спліт) — югославський футболіст, що грав на позиції захисника.
Виступав, зокрема, за клуби БСК, «Монпельє» і «Сет», а також національну збірну Югославії.
Чемпіон Франції. Дворазовий чемпіон Югославії.

## Клубна кар'єра
У дорослому футболі дебютував 1924 року виступами за команду клубу БСК «Белград», в якій провів чотири сезони.
Своєю грою за цю команду привернув увагу представників тренерського штабу клубу «Монпельє», до складу якого приєднався 1928 року. Відіграв за команду з Монпельє наступні чотири сезони своєї ігрової кар'єри.
Протягом 1932—1934 років захищав кольори команди клубу «Сет», у складі якого став Чемпіоном Франції. Після чого повернувся до БСК, в складі якого вже виступав раніше. Прийшов до команди 1934 року, захищав її кольори до 1937 року. За цей час двічі виборював титул чемпіона Югославії.
Завершив професійну ігрову кар'єру у клубі БАСК.
Помер 9 вересня 1993 року на 86-му році життя у місті Спліт.

## Виступи за збірну
У 1928 році дебютував в офіційних матчах у складі національної збірної Югославії. Протягом кар'єри у національній команді, яка тривала 8 років, провів у формі головної команди країни лише 3 матчі.
У складі збірної був учасником футбольного турніру на Олімпійських іграх 1928 року в Амстердамі.
Також у складі збірної ставав переможцем Балканського кубка. Під час турніру в Афінах 1934-35 югослави в першому матчі змагань програли Греції (1:2), але завдяки перемогам над Болгарією (4:3) і Румунією (4:0) зуміли вийти на перше місце у підсумковій таблиці. Митрович зіграв у двох матчах турніру.
Також виступав у складі збірної Белграда, за яку зіграв 10 матчів. Зокрема, у 1927 році став переможцем Кубка Югославської федерації, турніру для збірних найбільших міст Югославії.

## Титули і досягнення
- Чемпіон Франції (1):

«Сет»: 1934
- Чемпіон Югославії (2):

БСК: 1935, 1936
- Переможець Балканського кубку (1):

Югославія: 1934-35
- Переможець Кубка Югославської федерації (1):

Збірна Белграду: 1927